# Mastallone
Le Mastallone est un torrent du Piémont qui parcourt la vallée homonyme (it). Il est un affluent en rive gauche de la Sesia.

## Parcours
Il naît vers 2 000 mètres d'altitude sur le territoire de la commune de Bannio Anzino, au nord du Col d'Egua, il forme peu après le lac de Baranca (1 820 m), puis il descend vers le sud-est à Fobello, où son cours commence à se diriger directement vers le sud. 
Au pont des deux eaux il reçoit de la gauche les eaux du torrent Landwasser puis continue son chemin dans une vallée assez étroite et peu peuplée. À Cravagliana il s'oriente à  90° vers l'est vers Sabbia. Il reçoit encore de la gauche la contribution du torrent Sabbiola, et reprend progressivement une direction vers le sud. Après un tronçon dans lequel il creuse en profondeur dans la roche , il est traversé par le Ponte della Gula et traverse la ville de Varallo Sesia, où il se jette dans la Sesia.

## Utilisations
Compte tenu de la qualité satisfaisante des eaux, il y a des prélèvements d'eau potable amenée par des conduites vers les centres du bas Valsesia.
À partir du pont des deux eaux, le Mastallone est navigable en kayak et en canoë. Le meilleur moment pour la descente, en fonction des précipitations, est entre la mi-avril et fin juin. Les passages dans les gorges près du pont de Gula sont très impressionnants.
La rivière est poissonneuse et est réapprovisionnée chaque année avec des truites arc en ciel et ombles chevalier, plusieurs kilomètres de son cours étant inclus dans la réserve de pêche.